# Dramatisk ironi
Dramatisk ironi är ett litterärt grepp som förekommer inte endast i dramatik utan även i romaner, noveller och filmer. Dramatisk ironi bygger på att publiken eller läsaren, vid en given tidpunkt, har tillgång till information som karaktären inte har. Publiken eller läsaren har därför ett försprång och kan lägga märke till det motsägelsefulla, dåraktiga eller komiska i en replik på ett sätt som karaktären själv inte har möjlighet till. Dramatisk ironi kan användas för att uppnå olika former av effekt. Det kan till exempel skapa spänning eller få publiken att uppfatta en situation som tragisk eller komisk.

## Exempel
- I Kung Oidipus bygger den dramatiska ironin på att åskådaren redan innan känner till myten om Oidipus. Stilgreppet används här för att visa på människans oförmåga att förstå och råda över sin livssituation.
- I Othello vet publiken om att Desdemona varit otrogen mot Othello, vilket Othello inte vet. Publiken vet dessutom om att Iago planerar att störta Othello, vilket varken Othello, Desdemona, Cassio eller Roderigo vet om.
- I Romeo och Julia tror alla karaktärer att Julia är död, medan publiken vet att hon bara tog sömnmedel.
- I Ett dockhem kopplas den dramatiska ironin samman med omedvetet hyckleri. Torvald Helmer fördömer vid flera tillfällen de andra karaktärernas handlingar men blottlägger samtidigt sin egen tvivelaktiga moral.
- I Forrest Gump vet publiken ofta den historiska betydelsen av de karaktärer och scenarion som Forrest Gump hamnar i, vilket han själv inte gör.
- I Lejonkungen går Simba genom hela filmen nästan till dess slut i tron att han var ansvarig för sin far, Mufasas, död. Publiken vet dock att det i verkligheten var Simbas farbror Scar som dödade Mufasa.

### Webbkällor
- Baker, Lyman A. Critical Concepts. Dramatic Irony. 2014-03.30.
- Warner, Christopher. Pearce, Ben. In on a Secret? That's Dramatic Irony.  2014-03-30.